# Fílippi (Kavála)
Fílippi, en grec moderne : Φίλιπποι, est un village du district régional de Kavála, en Macédoine-Orientale-et-Thrace, en Grèce. Depuis 2010, dans le cadre du programme Kallikratis, il appartient au dème de Kavála.
Le village qui s'appelait originellement Séliani (grec moderne : Σέλιανη) a été renommé Messoréma (Μεσόρεμα) en 1926 dans le cadre de la politique d'hellénisation des toponymes, puis Fílippi en 1932 du nom de la cité antique de Philippes dont le site se trouve à quelques kilomètres. Deux autres villages des environs avaient déjà porté ce nom, Pérni entre 1926 et 1927 et Lydía jusqu'en 1932.
Selon le recensement de 2021, il compte 796 habitants.